# تترای خوش‌رنگ
تترای خوش‌رنگ یا تترای آراسته (نام علمی: Hyphessobrycon bentosi)، که با نام تترای بنتوسی نیز شناخته می‌شود، گونه‌ای ماهی آب شیرین از خانواده تتراسانان است که در شاخه‌های تنبل حوضه آمازون در برزیل و پرو یافت می‌شود. گاهی راه خود را به تجارت آکواریوم باز می‌کند. اغلب با تترا رزی اشتباه گرفته شده‌است.
این نام به یاد سرهنگ بنتوس، که داوطلب اکسپدیشن تایر به برزیل (۱۸۶۵–۱۸۶۶) بود، و در طی آن برنامه جمع‌آوری شد.

## ویژگی‌ها
تترای خوش‌رنگ می‌تواند تا ۴ سانتیمتر رشد کند (۱٫۶ اینچ). دارای صورتی نقره‌ای است و اطراف آبشش‌ها لکه‌ای تیره دارد که آن را از تترا رزی متمایز می‌کند. باله پشتی آن سیاه است و نوک سفیدی روی آن دارد. نرها باله‌های پشتی و مقعدی بلندتری دارند و کمی بزرگتر از ماده‌ها به نظر می‌رسند.

## پراکندگی و زیستگاه
تترای خوش‌رنگ در شاخه‌های تنبل رودخانه آمازون، دریاچه‌های دشت سیلابی زندگی می‌کند. این ماهی بنتوپلاژیک است و اغلب در نهرها و اطراف پوشش گیاهی زیر آب یافت می‌شود.

## رژیم غذایی
این ماهی همه چیزخوار است و بیشتر از بی مهرگان کوچک تغذیه می‌کند.

## در آکواریوم
تتراهای خوش‌رنگ در بین دوستداران آکواریوم جزو ماهیهای محبوب و شناخته شده هستند. اکثراً توسط افراد سودجو از طبیعت جمع‌آوری و برای عرضه و فروش در تجارت آکواریوم پرورش داده می‌شوند. آنها به عنوان تترا بنتوس، تترا نوک سفید یا تترا رزی کاذب در برخی فروشگاه‌ها فروخته می‌شوند.